# Paronychia kotschyana
Paronychia kotschyana är en nejlikväxtart som beskrevs av Mohammad Nazeer Chaudhri. Paronychia kotschyana ingår i släktet prasselörter, och familjen nejlikväxter. Inga underarter finns listade i Catalogue of Life.